# Тілопо червоноволий
Тілопо червоноволий (Ptilinopus viridis) — вид голубоподібних птахів родини голубових (Columbidae). Мешкає в Індонезії, Папуа Новій Гвінеї та на Соломонових Островах.

## Опис
Довжина птаха становить 20-21 см, довжина хвоста 5,1-5,6 см, довжина дзьоба 12-14 мм. Виду не притаманний статевий диморфізм. Обличчя сизувате, потилиця і шия яскраво-оливково-зелені з легким бронзовим відтінком. Крила переважно зелені, на плечах попелясто-сірі плями, края крил жовтуваті. Спина і верхні покривні пера хвоста жовтувато-оливкові. Хвіст темно-зелений, на кінці жовтий. Підборіддя сизувате. На горлі і на грудях яскрава темно-червона краплеподібна пляма, яка має чіткі края. Нижня частина тіла переважно зелена, гузка жовтувата. Дзьоб жовтувато-зелений, біля основи червоний. Очі жовтуваті або червонуваті, навколо очей вузьке біле кільце. Лапи пурпурові. У молодих птахів пляма на грудях менша, поцяткована оливковими плямками.

## Таксономія
В 1760 році французький зоолог Матюрен Жак Бріссон включив опис червоноволого тілопо до своєї книги «Ornithologie», описавши птаха за зразком з острова Амбон. Він використав французьку назву La tourterelle verte d'Amboine та латинську назву Turtur viridis amboinensis. Однак, хоч Бріссон і навів латинську назву, вона не була науковою, тобто не відповідає біномінальній номенклатурі і не визнана Міжнародною комісією із зоологічної номенклатури. Коли в 1766 році шведський натураліст Карл Лінней випустив дванадцяте видання своєї Systema Naturae, він доповнив книгу описом 240 видів, раніше описаних Бріссоном. Одним з цих видів був червоноволий тілопо, для якого Лінней придумав біномінальну назву Columba viridis.. Згодом вид був переведений до роду Тілопо (Ptilinopus).

## Підвиди
Виділяють шість підвидів:
- P. v. viridis (Linnaeus, 1766) — південні Молуккські острови;
- P. v. pectoralis (Wagler, 1829) — острови Західного Папуа і півострів Чендравасіх;
- P. v. geelvinkianus Schlegel, 1871 — острови затоки Чендравасіх[en];
- P. v. salvadorii Rothschild, 1892 — північ Нової Гвінеї і острів Япен;
- P. v. vicinus Hartert, E, 1895 — острови Тробріана і Д'Антркасто;
- P. v. lewisii Ramsay, EP, 1882 — острови Манус[en], Ліхір і Ніссан[en].

## Поширення і екологія
Червоноволі тілопо живуть у вологих рівнинних тропічних лісах і садах. Зустрічаються на висоті від 600 до 1200 м над рівнем моря. Живляться плодами і ягодами. В кладці одне яйце.